# 7119 Hiera
7119 Hiera este o planetă minoră (asteroid), cu un diametru de 59,15 km, din Asteroid troian al lui Jupiter. A fost descoperită pe 11 ianuarie 1989 la Observatorul Palomar de Carolyn S. Shoemaker și a fost numită după Hiera⁠(d). 
Obiectul prezintă o orbită caracterizată de o semiaxă mare de 5,146496 UAi, o excentricitate de 0,101, o înclinație de 19,33687 ° în raport cu ecliptica.